# Vollenhovia kaselela
Vollenhovia kaselela é uma espécie de formiga do gênero Vollenhovia, pertencente à subfamília Myrmicinae.